# Samaria (Aidussina)
Samaria (in sloveno Šmarje; in friulano Smarie) è un paese della Slovenia, insediamento (naselje) del comune di Aidussina.
La località, che si trova a 215.3 metri s.l.m. ed a 21.2 kilometri dal confine italiano, è situata sulle colline del Vipacco (Vipavski griči) a 8.7 km dal capoluogo comunale. È capoluogo di una comunità locale, che include anche i vicini insediamenti di Vertazzi (Vrtovče) e Svino (Zavino).

L'insediamento è formato, oltre al capoluogo, anche dagli agglomerati di Jakulini, Potok e Hrastje.

## Geografia fisica

### Alture principali
Le alture principali sono il Veliki Školj, alto 418 m, e il Ječmenov hrib, alto 278 m.

### Corsi d'acqua
I corsi d'acqua che attraversano la località sono il Branica, il Culovec e il Rakolč.

## Storia
Durante il dominio asburgico Samaria fu comune autonomo nella Contea di Gorizia e Gradisca (a sua volta inclusa dapprima nel Regno d'Illiria e poi nel Litorale austriaco). Oltre al centro di Samaria, il comune comprendeva anche i villaggi di Jakulini, Lisjaki na Hribi (o Lisjak), Stegovci (o Stegouci), Suino (Svino), Ucanie (Ukanje o Ukajne), Teuci (Teuče), Vrtovče (o Vertouče, o Vrtouez) e di Brenizza (Branica o Hmeljaki), quest'ultimo oggi nel comune di Nova Gorica. Dal punto di vista amministrativo era incluso nel distretto giudiziario di Aidussina e nel distretto politico di Gorizia. La località era nota col toponimo italiano di Samaria e con quello sloveno di Šmarje.
Nel 1920, in seguito alla prima guerra mondiale e al Trattato di Rapallo, venne annesso al Regno d'Italia come il resto della regione. Nel 1923 venne inquadrato nel Circondario di Gorizia della provincia del Friuli per poi passare, nel 1927, alla ricostituita Provincia di Gorizia. La circoscrizione territoriale rimase la medesima che in epoca asburgica, comprendendo le frazioni di Dol Branizza, Svino, Stegozzi, Ottouse/Vertazzi (Vrtovče) e Teuce (Tevče). Nel 1927 il comune di Samaria venne soppresso e il suo territorio venne aggregato al comune di Rifembergo.
Fu soggetta alla Zona d'operazioni del Litorale adriatico (OZAK) tra il settembre 1943 e il maggio 1945, e tra il giugno 1945 e il 1947, trovandosi a est della Linea Morgan, fece parte della Zona B della Venezia Giulia sotto il controllo dell'armata jugoslava ma a poca distanza dalla zona A sotto il controllo Britannico-Americano del Governo Militare Alleato (AMG).
Nel 1947, in seguito ai Trattati di Parigi passò alla Jugoslavia. Dal 1991 fa parte della Slovenia.